# Irafskij rajon
L'Irafskij rajon (in russo Ирафский район?) è uno degli otto rajony nei quali è divisa l'Ossezia Settentrionale-Alania; ha come capoluogo Čikola. Occupa una superficie di 1376 chilometri quadrati e sono stati censiti al 2010 15.242 abitanti.